# Andrzej Bujak
Andrzej Bujak (ur. 18 października 1891 w Gaju koło Krakowa, zm. 26 września 1940 w Warszawie) – polski piłkarz i działacz sportowy, zawodnik Wisły Kraków (1909–1922) oraz Legii Warszawa (1922–1923).

## Życiorys

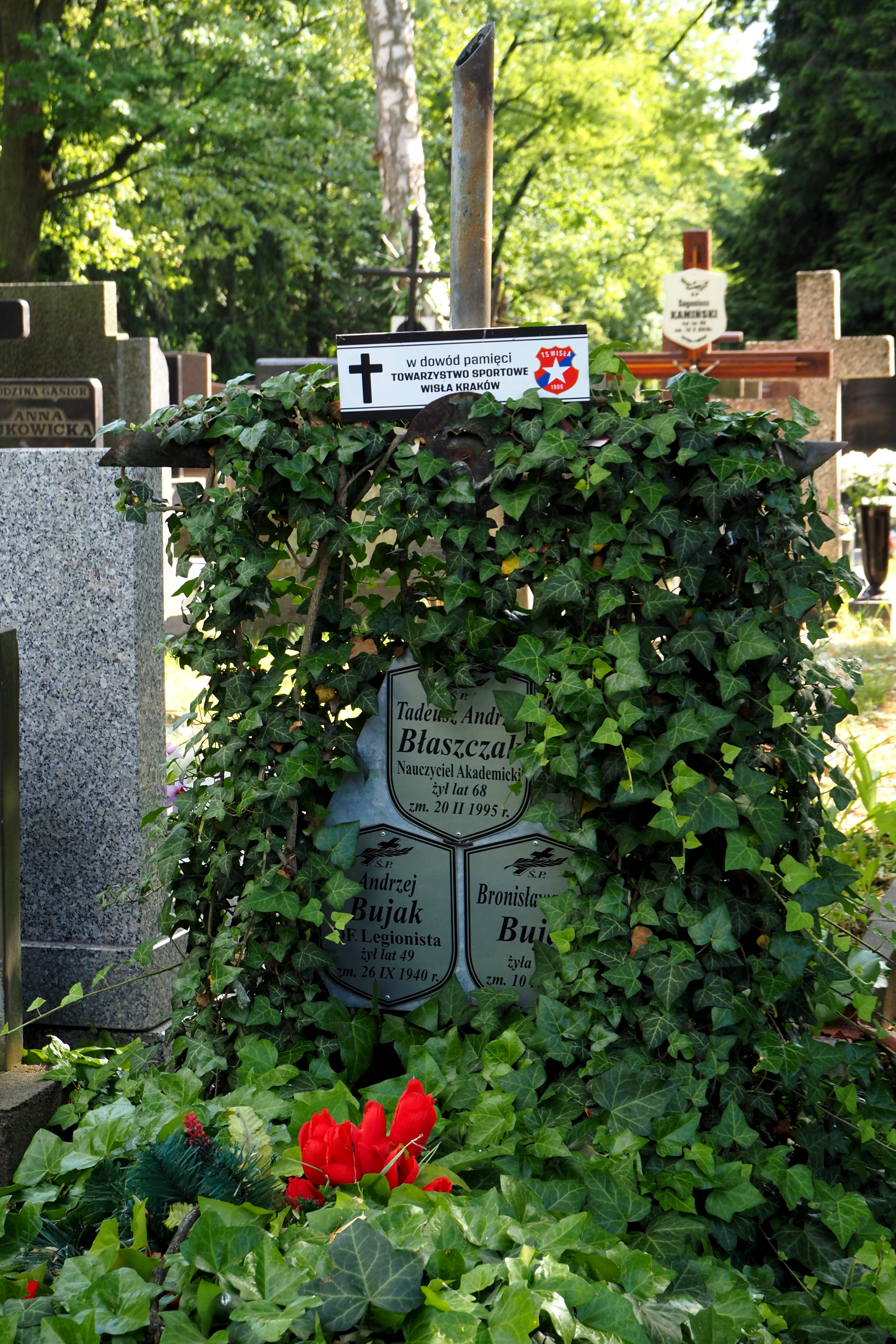
Grób Andrzeja Bujaka na Cmentarzu Wojskowym na Powązkach w Warszawie

Jako uczeń krakowskiego gimnazjum, rozpoczął karierę piłkarską w barwach Wisły Kraków. Występował na prawej obronie, w parze z Wilhelmem Cepurskim (znani jako  André i Williams). Należał do najlepszych polskich piłkarzy okresu zaborów i był powoływany do reprezentacji Krakowa oraz reprezentacji Galicji (1913). W latach 1913 i 1914 brał udział w Mistrzostwach Galicji.
Po wybuchu I wojny światowej, był żołnierzem I Brygady Legionów Polskich, a w latach 1915–1918 walczył w armii austriackiej. Po odzyskaniu przez Polskę niepodległości, służył w odrodzonym Wojsku Polskim. W 1921 uzyskał awans na porucznika. W 1924 przeszedł do rezerwy.
W 1918 roku był jednym z inicjatorów reaktywacji Wisły Kraków i jako członek komisji rewizyjnej brał udział w opracowaniu klubowego statutu. Był kapitanem drużyny. W 1922 roku wystąpił po raz ostatni w barwach Wisły.
W latach 1922–1923 był zawodnikiem Legii Warszawa. Zasłynął między innymi samobójczą bramką strzeloną w meczu z Pogonią Lwów w dniu 23 czerwca 1923. Legia przegrała wówczas 0:4.
W latach 1923–1926 reprezentował natomiast barwy Krakowianki.
Pracował jako instruktor piłki nożnej w Centralnym Instytucie Wychowania Fizycznego w Warszawie.
Po wybuchu II wojny światowej został wysiedlony ze służbowego mieszkania.
Zmarł na zawał serca w dniu 26 września 1940 roku. Został pochowany na Cmentarzu Wojskowym na Powązkach w Warszawie.